# Wahlbezirk Böhmen 100
Der Wahlbezirk Böhmen 100 war ein Wahlkreis für die Wahlen zum Abgeordnetenhaus im österreichischen Kronland Böhmen. Der Wahlbezirk wurde 1907 mit der Einführung der Reichsratswahlordnung geschaffen und bestand bis zum Zusammenbruch der Habsburgermonarchie.

## Geschichte
Nachdem der Reichsrat im Herbst 1906 das allgemeine, gleiche, geheime und direkte Männerwahlrecht beschlossen hatte, wurde mit 26. Jänner 1907 die große Wahlrechtsreform durch Sanktionierung von Kaiser Franz Joseph I. gültig. Mit der neuen Reichsratswahlordnung schuf man insgesamt 516 Wahlbezirke mit je einem zu wählenden Abgeordneten, die durch Direktwahl mit allfälliger Stichwahl bestimmt wurden. Der Wahlkreis Böhmen 100 umfasste den Gerichtsbezirk Schluckenau ohne die Gemeinden Georgswalde sowie den
Gerichtsbezirk Hainspach. Aus der Stichwahl der Reichsratswahl 1907 ging Franz Kindermann (Deutsche Volkspartei) als Sieger hervor. Bei der Reichsratswahl 1911 konnte er sein Mandat ebenfalls in der Stichwahl verteidigen.

## Wahlergebnisse

### Reichsratswahl 1907
Die Reichsratswahl 1907 wurde am 14. Mai 1907 (erster Wahlgang) sowie am 23. Mai 1907 (Stichwahl) durchgeführt.

#### Erster Wahlgang
| Kandidat                                                                      | Partei                     | Wahlkreis- stimmen | Prozent |
| ----------------------------------------------------------------------------- | -------------------------- | ------------------ | ------- |
| Franz Kindermann                                                              | Deutsche Volkspartei       | 3271               | 34,3 %  |
| Josef Böhr                                                                    | Christlichsoziale Partei   | 3180               | 33,4 %  |
| Franz Bräuer                                                                  | Sozialdemokratische Partei | 3061               | 32,1 %  |
|                                                                               | Sonstige Parteien          | 35                 | 0,4 %   |
| Wahlberechtigte: 11.218, Ungültige/Leere Stimmen: 27, Wahlbeteiligung: 85,2 % |                            |                    |         |

#### Stichwahl
| Kandidat                                                                      | Partei                   | Wahlkreis- stimmen | Prozent |
| ----------------------------------------------------------------------------- | ------------------------ | ------------------ | ------- |
| Franz Kindermann                                                              | Deutsche Volkspartei     | 5458               | 61,1 %  |
| Josef Böhr                                                                    | Christlichsoziale Partei | 3470               | 38,9 %  |
| Wahlberechtigte: 11.218, Ungültige/Leere Stimmen: 28, Wahlbeteiligung: 79,8 % |                          |                    |         |

### Reichsratswahl 1911
Die Reichsratswahl 1911 wurde am 13. Juni 1911 sowie am 20. Juni 1911 (Stichwahl) durchgeführt.

#### Erster Wahlgang
| Kandidat                                                                     | Partei                     | Wahlkreis- stimmen | Prozent |
| ---------------------------------------------------------------------------- | -------------------------- | ------------------ | ------- |
| Franz Kindermann                                                             | Deutsche Volkspartei       | 3510               | 38,6 %  |
| August Hecker                                                                | Sozialdemokratische Partei | 3174               | 34,9 %  |
| Josef Tschiedel                                                              | Christlichsoziale Partei   | 2390               | 26,3 %  |
|                                                                              | Sonstige Parteien          | 35                 | 0,4 %   |
| Wahlberechtigte: 11452, Ungültige/Leere Stimmen: 35, Wahlbeteiligung: 79,6 % |                            |                    |         |

#### Stichwahl
| Kandidat                                                                      | Partei                     | Wahlkreis- stimmen | Prozent |
| ----------------------------------------------------------------------------- | -------------------------- | ------------------ | ------- |
| Franz Kindermann                                                              | Deutsche Volkspartei       | 5161               | 58,6 %  |
| August Hecker                                                                 | Sozialdemokratische Partei | 3653               | 41,4 %  |
| Wahlberechtigte: 11.452, Ungültige/Leere Stimmen: 77, Wahlbeteiligung: 77,6 % |                            |                    |         |